# 高店镇 (泌阳县)
高店镇，原为高店乡，是中华人民共和国河南省驻马店市泌阳县下辖的一个乡镇级行政单位。2018年1月撤乡改镇。

## 行政区划
高店镇下辖以下地区：
高店村、肖湾村、柏棚村、和岗村、九门村、程店村、吴沟村、二门村、瓦房村、中门村、中管村、刘店村、陈卜地村和三道沟村。